# Rosa Resolza
Rosa resolza è il quinto e ultimo album del cantautore italiano Andrea Parodi, realizzato in collaborazione con Elena Ledda e pubblicato nel 2007.

## Il disco
Il loro commento di ringraziamento è tratto dalla canzone Gracias a la vida della cantante cilena Violeta Parra:

## Tracce
1. Ruzaju – 3:42
2. De Bentu – 3:44
3. Stabat – 5:27
4. Astrolicamus – 7:40
5. Temporadas – 5:56
6. Rosaresolza – 2:12
7. Sienda – 3:55
8. Inghirios – 3:47
9. Mirade – 7:17
10. No mi giamedas Maria – 3:20
11. Gracias a la vida (Violeta Parra) – 7:17

## Musicisti
- Balentes "Stefania Liori, Lulli Lostia, Elisabetta Delogu" - coro
- Rita Marcotulli - pianoforte
- Mauro Palmas - mandole
- Gianluca Corona - chitarre
- Andrea Ruggeri - hang, shakers
- Silvano Lobina - basso
- Gigi Marras -  flauto dolce
- Francesco Sotgiu - percussioni, violini, pianoforte, chitarra acustica, basso
- Alessandro Fontoni - contrabbasso